# Ueleni Fono
Pour les articles homonymes, voir Fono (homonymie).
Pas d'image ? Cliquez ici

a Compétitions nationales et continentales officielles uniquement.

b Matchs officiels uniquement.
Dernière mise à jour le 19 juillet 2019.
Uelenitoni Fono, né le 6 mai 1982, est un joueur tongien de rugby à XV qui évolue au poste de troisième ligne aile ou centre. Il compte quatre sélections en équipe des Tonga.

## Biographie
Son frère, Ikapote Fono, joue également au rugby. Ils ont déjà évolué dans le même club, au Biarritz olympique. Il est le cousin de Jonah Lomu.
Il a porté le brassard de capitaine de Biarritz lors de la saison 2014-2015.

## Carrière

### En club
- Jusqu'en 2005 : Koulo/Holopeka Club / Fanga club
- 2006-2008 : Stade aurillacois
- 2008-2013 : SU Agen
- 2013-2016 : Biarritz olympique
- 2016-2018 : Blagnac rugby

### En équipe nationale
Il a honoré sa première cape internationale en équipe des Tonga le 2 juillet 2005 contre l'équipe des Samoa.

## Palmarès

### En club
- Championnat de France de rugby à XV de 1re division fédérale
  - Champion : * Championnat de France de rugby à XV de 1re division fédérale 2006-2007 avec le Stade Aurillacois
- Championnat de France de rugby à XV de 2e division :
  - Champion : 2010 avec le SU Agen.

## Statistiques

### En équipe nationale
- 8 sélections
- 0 point
- Sélections par année : 5 en 2005 3 en 2010